# Roger Freestone
Roger Freestone (Caerleon, 19 agosto 1968) è un ex calciatore gallese, di ruolo portiere.

## Carriera
In Nazionale ha giocato una sola partita, nel 2000.

## Palmarès

### Club

#### Competizioni nazionali
- Second Division: 1

Chelsea: 1988-1989
- Football League Two: 1

Swansea: 1999-2000
- Football League Trophy: 1

Swansea: 1993-1994